# Большая камея Франции
Большая камея Франции (фр. Grand Camée de France) — пятислойная камея из сардоникса, датируемая примерно 23 годом н. э. Является самой большой известной античной камеей. Изображает семью императора Тиберия.

## История
Точное происхождение камеи неизвестно. Считается возможным, что она находилась в Византии, а затем была приобретена Людовиком Святым у Балдуина II, императора Латинской империи, когда тот распродавал священные реликвии византийских императоров. Её оправа, утраченная в 1804 году, свидетельствовала о том, что камея входила в эту группу реликвий: она была центром плоского реликвария, украшенного драгоценными камнями.
Первым документальным подтверждением существования камеи является опись сокровищницы Сент-Шапель до 1279 года. Она была известна под названием «Триумф Иосифа в Египте» (фр. Triomphe de Joseph en Egypte), так как считалось, что на ней изображена сцена триумфа Иосифа Прекрасного при дворе египетского фараона.
В 1343 году  папа римский изъявил желание осмотреть камею, и король  Филипп VI отправил её Рим, где она находилась последующие 20 лет. Около 1363 года дофин, будущий король Карл V, сумел возвратить камею, и в 1379 году её снова поместили в Сент-Шапель, где она находилась до 1791 года.
В XVII веке был раскрыт истинный смысл камеи: французский учёный Никола-Клод Пейреск в своём письме римскому антиквару и поэту Джироламо Алеандро от 23 сентября 1620 года идентифицировал все изображённые на ней фигуры и связал её с именем Тиберия. Обсуждение камеи стало одной из важнейших тем в переписке Пейреска с художником Рубенсом.
В 1791 году французский король решил включить её в свой кабинет медалей.
В 1804 году камея была украдена. В следующем году она была возвращена, но при этом была утрачена драгоценная оправа.

## Описание
Композиция включает 24 персонажа, расположенных на трёх уровнях.
Некоторые из изображённых лиц до настоящего времени остаются неопознанными, однако в целом группа изображает членов династии Юлиев-Клавдиев. Композиция символизирует легитимность и единство императорской семьи.
- Верхний уровень обозначает Олимп: здесь изображены умершие — обожествлённый Октавиан Август в центре, слева от него Друз, справа на Пегасе Германик.
- Средний уровень занят живыми: в центре Тиберий, держащий длинный жезл и литуус, и его мать Ливия Друзилла. Рядом Нерон Юлий Цезарь Германик — приёмный сын Германика, и Антония Младшая. Справа младший сын Германика — Друз Юлий Цезарь. Крайние слева Агриппина Старшая и её малолетний сын Калигула, попирающий груду брони.
- Нижний уровень занимают побеждённые варвары — парфяне во фригийских колпаках и длинноволосые германцы.